# Lakers Kärnten
Die Lakers Kärnten sind ein österreichischer Fraueneishockeyverein aus Villach, der in der European Women’s Hockey League (EWHL) spielt.

## Geschichte
Der Ursprung der Mannschaft liegt in der Spielgemeinschaft Southern Stars, die aus Spielerinnen des Landesleistungszentrums Kärnten und slowenischen Auswahlspielerinnen bestand. Diese Spielgemeinschaft nahm 2016 den Spielbetrieb in der European Women’s Hockey League auf. 2018 zog sich der slowenische Verband aus der Spielgemeinschaft zurück, so dass das Team in der Folge als KEHV Lakers antrat und vom Kärntner Eishockeyverband betrieben wurde. Vor der Saison 2021/22 machte sich das Team vom Verband selbständig und gründete den Verein Lakers Kärnten. Parallel wurde das Training der Mannschaft intensiviert und ausländische Spielerinnen in den Kader aufgenommen.
Im März 2023 belegten die Lakers erstmals – nach zwei dritten Plätzen 2019 und 2021 – den zweiten Platz bei der Österreichischen Staatsmeisterschaft.

## Erfolge
| Saison  | Liga | Ranking  |
| ------- | ---- | -------- |
| 2018/19 | EWHL | 6. Platz |
|         | ÖSM  | 3. Platz |
| 2019/20 | EWHL | 9. Platz |
|         | ÖSM  | -        |
| 2020/21 | EWHL | 8. Platz |
|         | ÖSM  | 3. Platz |
| 2021/22 | EWHL | 7. Platz |
|         | ÖSM  | 4. Platz |
| 2022/23 | EWHL | 7. Platz |
|         | ÖSM  | 2. Platz |